# Peter Stubbe (allenatore di calcio)
 (8 agosto 1943) è un allenatore di calcio tedesco.

## Carriera
Ha allenato il club australiano del Footscray JUST tra il 1965 ed il 1966.
Nel marzo 1978 diviene l'allenatore del Westfalia Herne, con cui ottiene il dodicesimo posto del girone nord della 2. Fußball-Bundesliga 1977-1978, la cadetteria tedesco-occidentale.
Nel 1979 si trasferisce negli Stati Uniti d'America per allenare i San Jose Earthquakes, subentrando a Terry Fisher. Con gli Earthquakes chiude la stagione al quarto ed ultimo posto della Western Division della American Conference nella North American Soccer League 1979.
Dal 1990 al 1992 è in Svizzera dove allena dapprima lo FC Zugo e poi il Glarus.
Nel 1992 diviene il commissario tecnico della nazionale di calcio della Thailandia che guida nella Coppa d'Asia 1992. Con la nazionale del sud-est asiatico si piazza al quarto ed ultimo posto del girone B.